# 恋愛映画

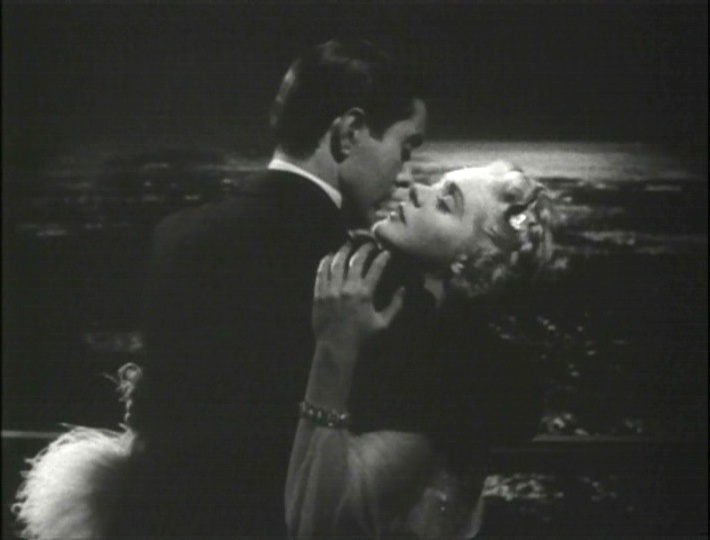
恋愛映画『世紀の楽団』（1938年）の一場面、タイロン・パワーとアリス・フェイ

恋愛映画（れんあいえいが）は、ロマンス映画やラブ・ロマンスともいわれる映画のジャンルで恋愛を主題に描く映画のジャンル。楽しい恋、コメディタッチなロマンティック・コメディや悲劇の恋、三角関係、不倫と様々な範囲にわたる。既存の文芸作品をベースにしたものとオリジナルストーリーによるものとがある。また、恋人との別離や死別を扱ったものの中には、歴史的な事件、戦争を背景にしたものも少なくなく、その多くは映画史に残る名作となっているものも多い。同性同士の恋愛を扱ったものは、レズビアン・ゲイ映画に区分されるものもある。

## 代表的な作品
- 風と共に去りぬ - 1939年のアメリカ映画。南北戦争時代を背景に、ヴィヴィアン・リー扮するスカーレット・オハラと、クラーク・ゲーブル扮するレット・バトラーの恋愛を軸にしている。
- 逢びき - 1945年のイギリス映画。セリア・ジョンソン扮するローラとトレヴァー・ハワード扮する医師アレックの中年男女の恋を描く。
- ローマの休日 - 1953年のアメリカ映画。ヨーロッパ小国の王女（オードリー・ヘプバーン）と、アメリカ人新聞記者（グレゴリー・ペック）のローマでのつかの間の恋を描く。
- 終着駅 - 1954年のイタリア・アメリカ合作映画。ジェニファー・ジョーンズ扮するアメリカ人メアリーと、モンゴメリー・クリフト扮する英語教師との恋を描く。
- 慕情 - 1955年のアメリカ映画。ジェニファー・ジョーンズ演じる中国人女医とウィリアム・ホールデン演ずる新聞記者の戦争によって引き裂かれる恋愛を描く。
- 旅情 - 1955年のイギリス・アメリカ合作映画。長期休暇を取ってヴェニスに来たキャサリン・ヘプバーン演じる中年アメリカ人女性とロッサノ・ブラッツィ演ずるイタリア人男性との一時の恋愛を描く。
- ウエスト・サイド物語 - 1961年の米ミュージカル映画。　『ロミオとジュリエット』を下敷きにしたマリア（ナタリー・ウッド）とトニー（リチャード・ベイマー）の悲恋。
- 噂の二人 - 1961年のアメリカ映画。原作はリリアン・ヘルマン。主演はオードリー・ヘップバーンとシャーリー・マクレーン。
- 伊豆の踊子 - 1963年の日本映画。原作は川端康成。吉永小百合、高橋英樹主演。山口百恵、三浦友和主演の1974年の作品も有名。
- ドクトル・ジバゴ - 1965年のアメリカ・イタリア合作映画。革命期のロシアを舞台にしたパステルナークの小説の映画化。
- 男と女 - 1966年のフランス映画。配偶者を亡くした者同士の恋愛を描く。
- 卒業 - 1967年のアメリカ映画。ダスティン・ホフマン、キャサリン・ロス主演。主題歌「サウンド・オブ・サイレンス」は大ヒットとなった。
- ある愛の詩 - 1970年のアメリカ映画。富豪の息子（ライアン・オニール）と庶民の娘（アリ・マッグロー）との悲恋。
- ひまわり - 1970年のイタリア・フランス・ソ連・アメリカ映画。戦争によって引き裂かれた夫婦の行く末を悲哀たっぷりに描く作品。
- 追憶 - 1973年のアメリカ映画。　ロバート・レッドフォード、バーバラ・ストライサンド主演。
- 恋におちて　- 1984年のアメリカ映画。　ロバート・デ・ニーロとメリル・ストリープが不倫の恋に落ちるニューヨーカーを演じた。
- プリティ・ウーマン　- 1990年のアメリカ映画。　ジュリア・ロバーツ扮する娼婦と実業家（リチャード・ギア）の恋。
- ゴースト/ニューヨークの幻 - 1990年のアメリカ映画。デミ・ムーアと死んだ恋人パトリック・スウェイジの話。
- ポンヌフの恋人 - 1991年のフランス映画。ホームレスの男（ドニ・ラヴァン）と視力を失いかけた少女（ジュリエット・ビノシュ）の恋愛。
- 恋する惑星 - 1994年の香港映画。軽快な恋愛を描き、香港ニューウェイブの先駆けと言われた。
- 耳をすませば - 1995年の日本のアニメ映画。
- タイタニック - 1997年のアメリカ映画。貧しい青年ジャック（レオナルド・ディカプリオ）と上流階級の娘ローズ（ケイト・ウィンスレット）の運命を描く。
- ブロークバック・マウンテン - 2005年のアメリカ映画。アメリカ中西部を舞台に男同士の悲劇的な恋愛を描く。
- 世界の中心で愛を叫ぶ　-　2005年のに日本映画。白血病にかかった高校生の少女と同級生の少年の恋愛。
- キャロル - 2015年のアメリカ・イギリス映画。1950年代のニューヨークを舞台に女性同士による禁断の恋愛を描く。
- 君の名は。　-　2016年のアニメ映画。遠く離れた場所で暮らす少年と少女が入れ替わったことをきっかけに出会うまでを描く。
- 君の膵臓をたべたい　-　2017年の日本映画及び2018年のアニメ映画。不治の病にかかった少女と同級生の少年恋愛模様を描く。
- フォルトゥナの瞳　- 2019年日本映画。
- 天気の子 - 2019年日本のアニメ映画。